# Scrivia
La Scrivia est une rivière du nord de l'Italie, affluent de droite du Pô, qui traverse la Ligurie, le Piémont et la Lombardie.

## Étymologie
Elle est dénommée Scrèivia en langue ligurienne, Scrivia en piémontais et était anciennement appelée Olubria par les Romains.

## Parcours
Elle naît en Ligure dans la province de Gênes de la confluence près de Montoggio des torrents Laccio et Pentema, provenant du mont Prelà (Apennin ligure) parcourant un trajet d’environ 88 km. Si l’on considère le bras principal du torrent Laccio, la longueur totale du Scrivia jusqu’à son embouchure deviendrait à 117 km.
Depuis la confluence d’avec ces torrents, la Scrivia s’écoule dans un lit encaissé en direction nord-ouest jusqu’à la commune de Montoggio où elle reçoit de droite le torrent Laitona. À Casella elle reçoit un important affluent en le torrent Brevenna, puis s’élargit en formant un ample conoïde alluvionnaire et, vers la commune de Savignone reçoit le torrent Camiasca de sa gauche.
Dans la commune de Busalla, elle reçoit respectivement à droite le torrent Seminella et de gauche le Busalletta, de là, elle oblique vers le nord pour rejoindre la commune de Ronco Scrivia, où vers le hameau de Borgo Fornari, elle reçoit de gauche le torrent Traversa et de droite le torrent San Rocco, poursuivant son cours dans un profond ravin.
Sur ce parcours, elle baigne quelques hameaux et le centre d'Isola del Cantone recevant de droite le torrent Vobbia et de gauche le torrent Borlasca. De là elle court de nouveau dans un goulet jusque sur les environs du hameau de Pietrabissara où elle entre en territoire piémontais.
Formant un vaste conoïde alluvionnaire, elle baigne la commune de Arquata Scrivia recevant de droite le torrent  Spinti et plus en aval, son principal affluent, le torrent Borbera qui redouble le débit d’eau. De là, la vallée se rétrécit dans la traversée de Serravalle Scrivia après quoi il sort de son parcours fangeux ralentissant sa course en longeant à sa droite les pieds des cols de la région Tortonese (bas Piémont).
Dans la commune de Cassano Spinola, le lit du torrent s’élargit énormément, au point de rejoindre le km d’amplitude avec de nombreux bras secondaires. Sur ce tracé le torrent ne reçoit que quelques torrents de peu d’importance comme le Castellania-Bruto, provenant des cols Tortoneses. Après avoir baigné la cité de Tortone et avoir reçu de droite le petit torrent Ossona, le fleuve entre en plaine approfondissant son propre lit.
À Castelnuovo Scrivia, elle reçoit de sa droite son dernier affluent, le torrent Grue, petit cours d’eau sérieusement pollué. Ensuite, avec son caractère de fleuve de plaine, il baigne Alzano Scrivia et Molino dei Torti, entrant en Lombardie près de Cornale pour se jeter sur la droite du Pô.

## Caractéristiques hydrologiques
Le débit moyen annuel de la Scrivia près de son embouchure est d’environ 23 m3/s. Le régime est nettement torrentiel avec des crues parfois désastreuses en automne (celle de 1968 rejoignit un maximum historique de plus de 2 000 m3/s et celle d’automne 2002 qui emporta un pont entre Arquata Scrivia et Vignole Borbera, rouvert seulement en 2005). Le régime est presque totalement à sec en été, surtout sur le tronçon entre Cassano Spinola et Casei Gerola où elle peut rester tarie pour plusieurs mois.
L’accentuation de cette caractéristique est due au temps d'afflouage (ou d’afflouement) essentiellement bref en cas de fortes pluies en amont : les ondes de crue de la Scrivia peuvent être particulièrement tumultueuses et dévastatrices même si elles sont brèves. C’est pour ces caractéristiques qu’elle est classifiée en torrent malgré des dimensions majeures, généralement pas attribuées à un torrent.

### Débit moyen
Source : AA.VV., Piano di tutela della acque - Allegato tecnico II.h/1 Bilancio delle disponibilita' idriche naturali e

## Faune
Les espèces piscicoles les plus courantes dans le fleuve sont : le chevesne, le Padogobius bonelli, le Barbeau, la Chondrostoma soetta, la Chondrostoma genei et sur son tracé supérieur, la truite fario, truite arc-en-ciel, l’omble chevalier et le vairon.
La vallée de la Scrivia est une des routes migratoires préférées par les volatiles qui partent d’Afrique pour rejoindre le nord de l’Europe.
Parmi les espèces d’oiseaux locaux sont à signaler : le nitticore, l’aigrette garzette, le héron cendré, le rarissime butor étoilé et l’échasse blanche. Dans les zones humides recouvertes de cannes et joncs sont : le canard colvert, le canard souchet et le fuligule morillon.
Sur le tracé où la végétation se fait plus rare on peut observer l’alouette des champs, le guêpier d'Europe et le cochevis huppé, alors que les arbres hébergent le rossignol philomèle, la fauvette à tête noire, la fauvette grisette, l’upupa, le geai des chênes, le picidae et le martin-pêcheur dont la population s’accroît.

La Scrivia près de Busalla.
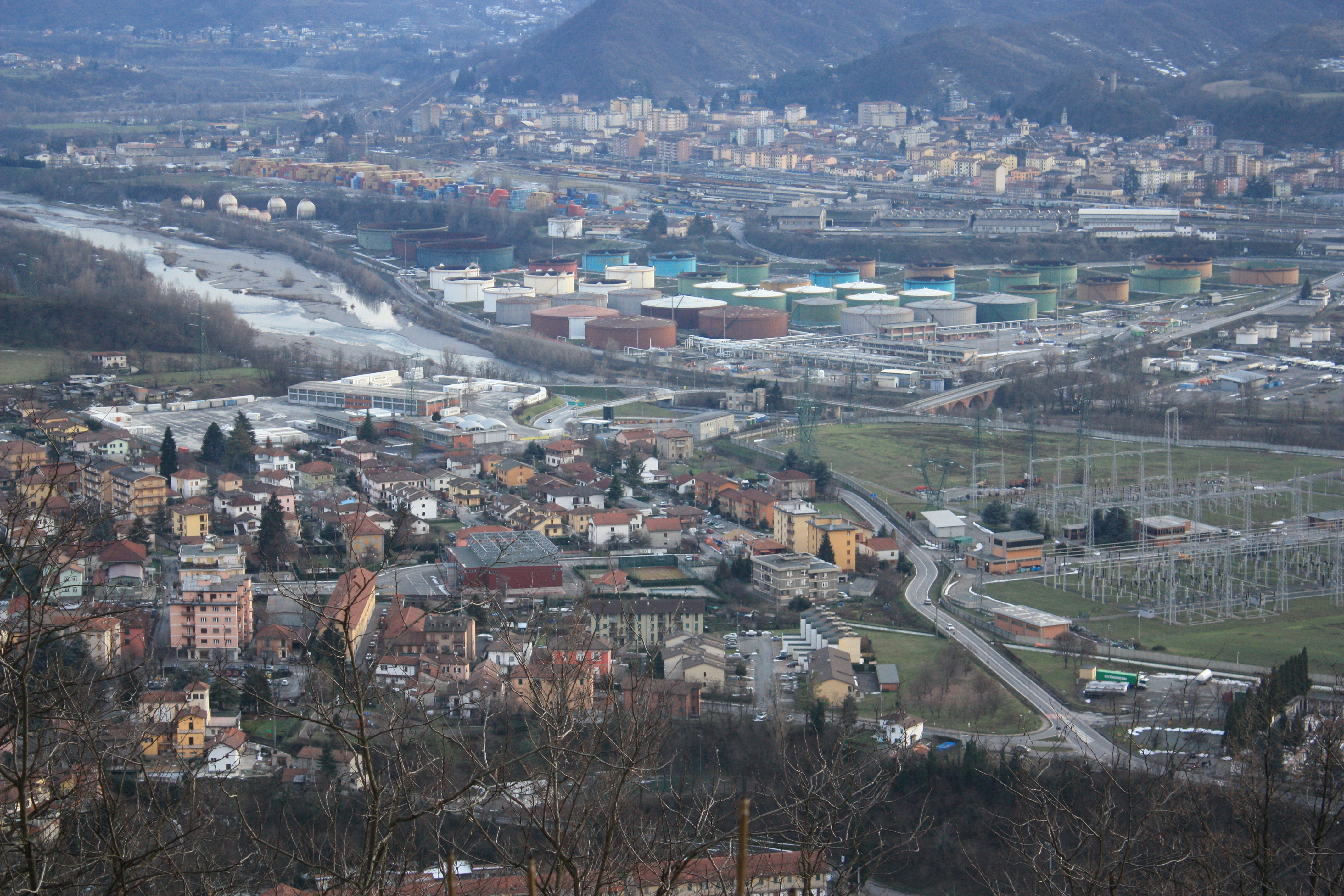
Le Scrivia entre Vignole Borbera et Arquata Scrivia
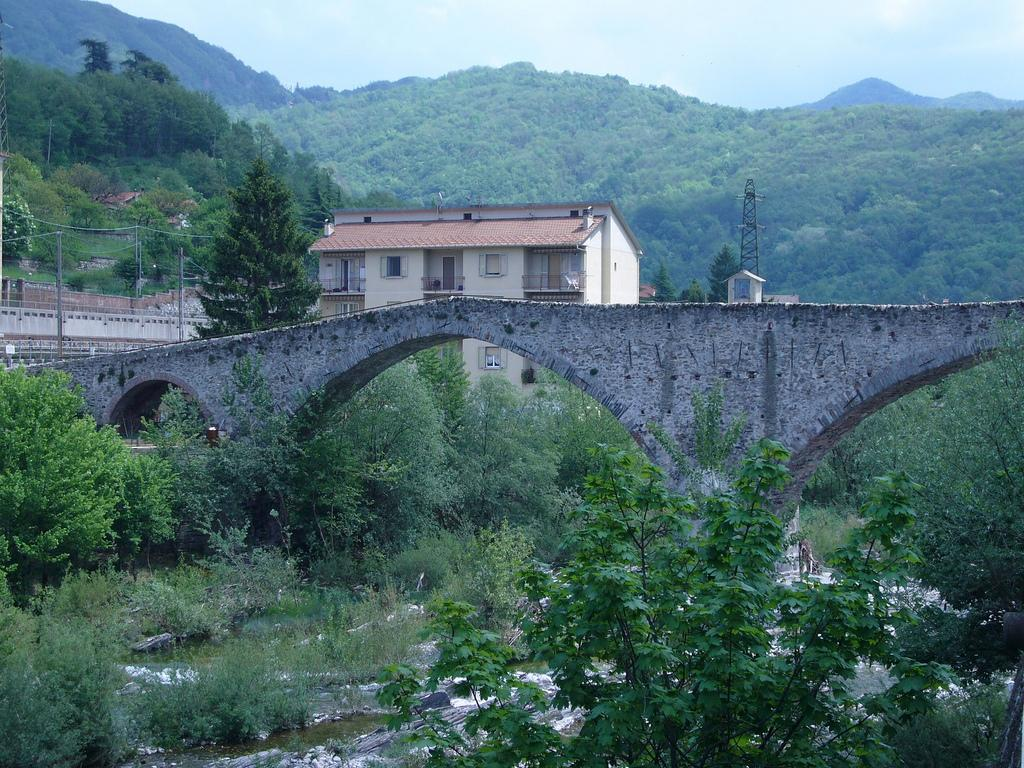
Pont sur le Scrivia à Ronco Scrivia
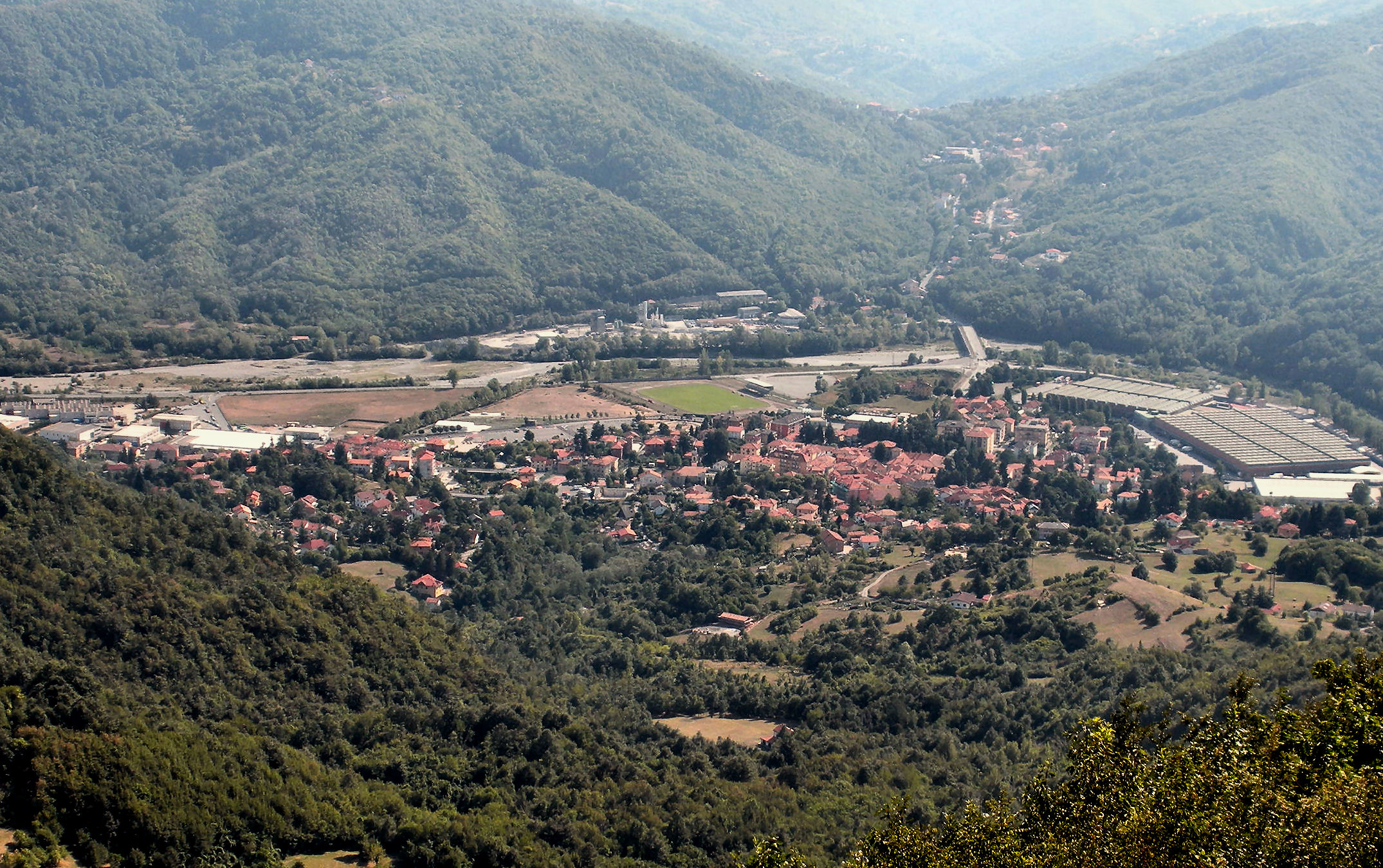
Le Scrivia à Casella